# بخش لیبرتی (شهرستان فیرفیلد، اوهایو)
بخش لیبرتی (به انگلیسی: Liberty Township) یک منطقهٔ مسکونی در ایالات متحده آمریکا است که در شهرستان فیرفیلد، اوهایو واقع شده‌است.
 بخش لیبرتی ۱۳۰٫۴ کیلومتر مربع مساحت و ۷٬۹۱۶ نفر جمعیت دارد و ۲۷۷ متر بالاتر از سطح دریا واقع شده‌است.